# Schömer-Haus

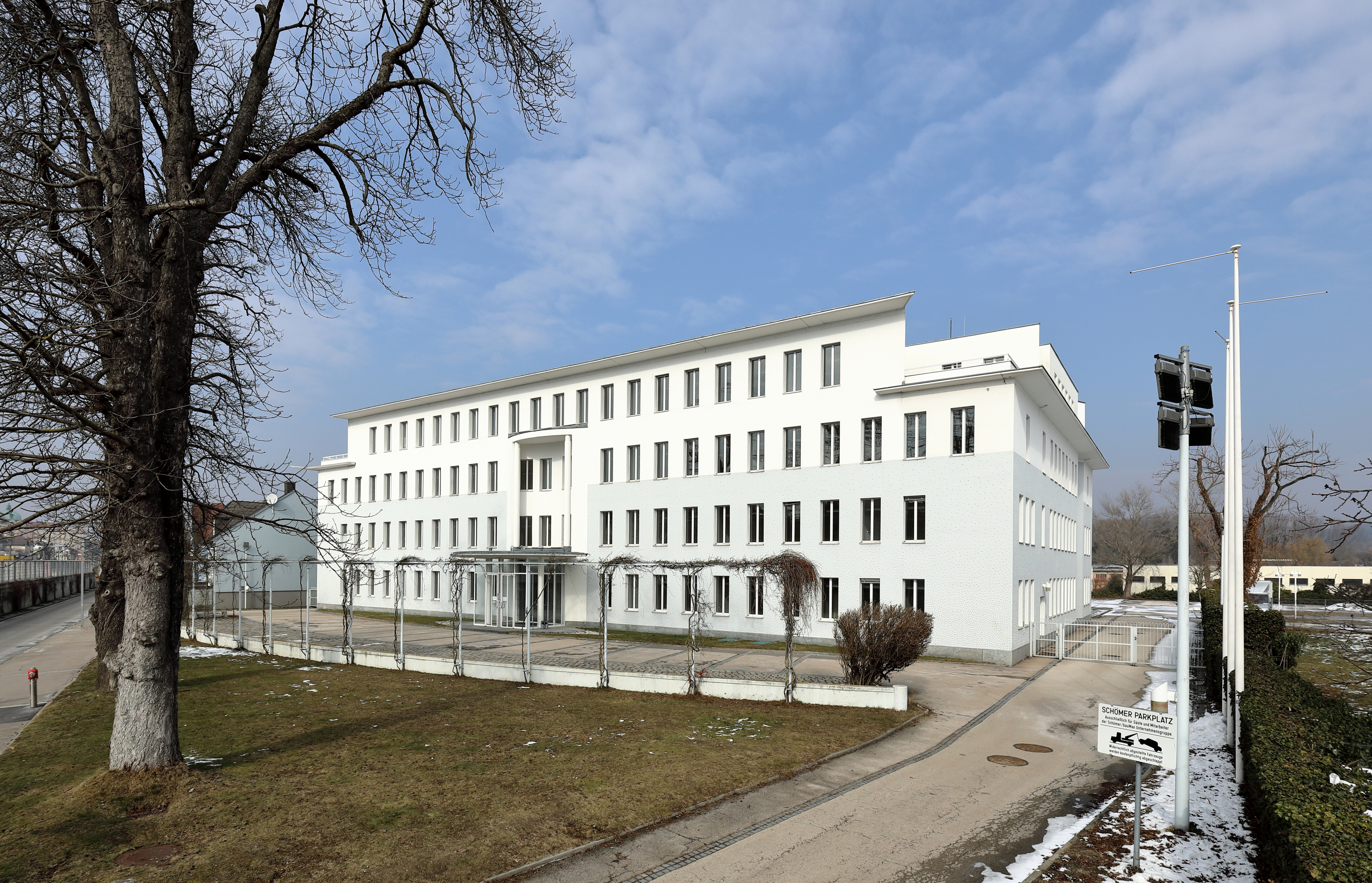
Schömer-Haus in Klosterneuburg

Das Schömer-Haus ist ein Verwaltungsgebäude in der Stadtgemeinde Klosterneuburg bei Wien im Bezirk Tulln in Niederösterreich.

## Geschichte
Das nach den Plänen des Architekten Heinz Tesar 1987 errichtete Verwaltungsgebäude diente der Baustoffhandlung Schömer und war das Verwaltungszentrum der Baumarktkette Baumax bis 2015. Bis zur Eröffnung des Essl Museums 1999 diente die Eingangshalle als Ausstellungshaus der Sammlung Essl und wurde auch für Konzerte verwendet.

## Architektur
Der viergeschoßige rechteckige symmetrische Bau hat einen mittig angelegten Eingangsbereich, welcher im Gebäude in einen offen gezeigten Liftturm mündet. Die große dreigeschoßige Eingangshalle mit der Form eines Ovals zeigt Galeriegänge zu den einzelnen Büroräumen. Die Belichtung der Halle erfolgt durch eine Laterne über dem Liftturm und durch eingefügte Lichtkreise in die Decke, womit optisch die Wirkung einer Kuppel entsteht.

## Auszeichnungen
- Österreichischer Bauherrenpreis 1988